# Soues (Alti Pirenei)
Soues è un comune francese di 3 087 abitanti situato nel dipartimento degli Alti Pirenei nella regione dell'Occitania.

## Società

### Evoluzione demografica
Abitanti censiti